# Especialista de domínio
Um especialista de domínio ou especialista no assunto, em inglês domain expert ou subject-matter expert (SME), é uma pessoa que é uma autoridade em uma área ou tópico específico. O termo especialista de domínio é freqüentemente usado no desenvolvimento de software de sistemas especialistas, onde o termo sempre se refere ao domínio que não seja o domínio de software. Um especialista em domínio é uma pessoa com conhecimentos ou habilidades especiais em uma área específica de atuação (por exemplo, um contador é um especialista no domínio da contabilidade). O desenvolvimento de software contábil requer conhecimento em dois domínios diferentes: contabilidade e software. Alguns dos trabalhadores de desenvolvimento podem ser especialistas em um domínio e não no outro.

## Função
Em geral, o termo é usado no desenvolvimento de materiais (um livro, um exame, um manual, etc.) sobre um tópico, e a experiência no assunto é necessária para o pessoal que desenvolve o material. Por exemplo, as provas são frequentemente criadas por uma equipe de psicometristas e uma equipe de especialistas de domínio. Os psicométristas entendem como desenvolver uma prova, enquanto os especialistas de domínio entendem o conteúdo real do exame. Livros, manuais e documentação técnica são desenvolvidos por escritores técnicos e designers instrucionais em conjunto com os especialistas de domínio. Comunicadores técnicos entrevistam os especialistas de domínio para extrair informações e convertê-las em um formato adequado ao público. Muitas vezes, os especialistas no assunto precisam assinar os documentos ou treinamentos desenvolvidos, verificando sua precisão técnica. Eles também são necessários para o desenvolvimento de materiais de treinamento.

### Software
Em ambientes de engenharia de software, o termo é usado para descrever profissionais com experiência no campo de aplicação. O termo também tem uma definição mais ampla em engenharia e alta tecnologia como aquele que possui a maior experiência em um tópico técnico. Os especialistas no assunto são frequentemente solicitados para revisar, melhorar e aprovar o trabalho técnico, guiar outros e ensinar. De acordo com o Seis Sigma, um especialista de domínio "exibe o mais alto nível de experiência na realização de um trabalho, tarefa ou habilidade especializada de definição ampla".
Nas áreas farmacêutica e de biotecnologia, a norma ASTM E 2500 especifica especialistas de domínio para várias funções no gerenciamento de projetos e processos. O especialista de domínio é definido como um indivíduo que é especialista nesse assunto. Em um projeto, haverá muitos deles, especialistas em ar, água, serviços públicos, máquinas de processo, processo, embalagem, armazenamento, distribuição e gerenciamento da cadeia de suprimentos, para citar alguns.
No desenvolvimento de software, como no desenvolvimento de "sistemas computacionais complexos" (por exemplo, softwares de inteligência artificial, sistemas especialistas, controle, simulação ou comercial), um especialista no assunto é uma pessoa que tem conhecimento sobre o domínio que está sendo representado (mas geralmente não tem conhecimento sobre a tecnologia de programação usada para representá-lo no sistema). Ele informa aos desenvolvedores de software o que precisa ser feito pelo sistema de computador e como ele pretende usá-lo. Ele pode interagir diretamente com o sistema, possivelmente por meio de uma interface simplificada, ou pode codificar o conhecimento de domínio para uso por engenheiros de conhecimento ou ontologistas. Um especialista de domínio também está envolvido na validação do sistema resultante. Ele tem significado formal em certos contextos, como CMMs.

### Electronic discovery
Em ambientes de descoberta eletrônica, o termo "especialista de domínio" rotula profissionais com experiência no uso da tecnologia de Computer Assisted Review (CAR) / Technology Assisted Review (TAR) para realizar pesquisas projetadas para produzir resultados precisos e refinados que identificam grupos de dados como potencialmente responsivos ou não responsivos a questões relevantes. Os especialistas no assunto de descoberta eletrônica também costumam ter experiência na construção das seqüências de pesquisa usadas no processo de pesquisa.

### Direito
Um advogado de uma agência administrativa pode ser designado como especialista de domínio se ele se especializar em um campo específico do direito, como delito, direitos de propriedade intelectual etc.

### Engenharia
No campo técnico e de engenharia, um especialista de domínio é a autoridade no conceito de projeto, cálculos e desempenho de um sistema ou processo.